# Naissance en 1218
Naissance
- 1214
- 1215
- 1216
- 1217
- 1218
- 1219
- 1220
- 1221
- 1222

Cette page dresse une liste de personnalités nées au cours de l'année 1218
- 9 septembre : Lý Chiêu Hoàng, neuvième et dernière représentante de la dynastie Lý. Lý Chiêu Hoàng est la seule et unique impératrice de l'histoire du Viêt Nam.
- 30 octobre : Chūkyō, 85e empereur du Japon.

- Abel de Danemark, duc du Sud Jütland et roi du Danemark.
- Fujiwara no Chōshi, impératrice consort du Japon.
- Henri III de Misnie, ou Henri III l'Illustre, margrave de Misnie, margrave de Basse-Lusace, landgrave de Thuringe et comte palatin de Saxe.
- Jean Ier d'Avesnes, comte héritier du Hainaut.
- Kujō Yoritsune, quatrième shogun.
- Manuel Ier de Trébizonde, empereur de Trébizonde.
- Rodolphe Ier du Saint-Empire, ou Rodolphe IV de Habsbourg, roi des Romains.
- Trần Thái Tông, empereur du Đại Việt (ancêtre du Viêt Nam)
- Yolande de Bretagne, comtesse de Penthièvre et de Porhoët, dame de Moncontour, de Fère-en-Tardenois, est une princesse bretonne.

date incertaine (vers 1218)
- Zita de Lucques, sainte fêtée le 27 avril.

## Crédit d'auteurs
- Cet article est partiellement ou en totalité issu de l'article intitulé « 1218 » (voir la liste des auteurs).